# Strathern (Nouvelle-Zélande)
Strathern est une banlieue de la ville la plus au sud de l’Île du Sud de la Nouvelle-Zélande qui est la cité d’Invercargill.

## Démographie
Le secteur de Strathern couvre 0,98 km2  et a une population estimée à 2 310 habitants en juin 2021 avec une densité de population de 2 357 personnes par km2.
La localité de Strathern avait une population de 2 217 résidents lors du recensement de 2018 en Nouvelle-Zélande en augmentation de 129 personnes (6,2 %) depuis le  recensement de 2013, et en augmentation de 36 personnes (1,7 %) depuis le  recensement de 2006 census. 
Il y avait 951 logements. 
On comptait 1 056 hommes et 1 164 femmes, donnant ainsi un sexe-ratio de 0,91 homme pour une femme. 
L’âge médian était de 37,4 ans  (comparé avec les 37,4 ans au niveau national), avec 423 personnes  (19,1 %) âgées de moins de 15 ans, 465 personnes (21,0 %) âgées de 15 à 29 ans, 948 personnes (42,8 %) âgées  de 30 à 64 ans, et 384 personnes (17,3 %) âgées de 65 ans ou plus.
L’ethnicité était pour 85,1 % européens/Pākehā, 20,6 % Māori, 6,4 % personnes du Pacifique, 4,2 % asiatiques et 1,9 % d’une autre ethnicité (le total peut faire plus de 100 % dans la mesure où une personne peut s’identifier à de multiples ethnicités).
La proportion de personnes nées outre-mer était de 10,7 %, comparée avec les 27,1 % au niveau national.
Bien que certaines personnes objectent à donner leur religion, 51,3 % n’avaient aucune religion, 34,9 % étaient chrétiens, 0,8 % étaient hindouistes, 0,1 % étaient musulmans, 0,4 % étaient bouddhistes et  2,8 % avaient une autre religion.
Parmi ceux d’au moins 15 ans d’âge, 171 personnes (9,5 %)  avaient un niveau de bachelier ou un degré supérieur et 537 personnes (29,9 %) n’avaient aucune qualification formelle. 
Les revenus médians étaient de 26,300 $, comparés avec les 31,800 $ au niveau national.  135 personnes (7,5 %) gagnaient plus de 70,000 $ comparées aux 17,2 % au niveau national. 
Le statut d’emploi de ceux d’au moins 15 ans d’âge était pour 867 personnes (48,3 %) employées à plein temps, pour 237 personnes (13,2 %) employées à temps partiel et 96 personnes (5,4 %) étaient sans emploi .

## Éducation
L’école « Te Kura o Whare Pā » est une école contribuant au primaire , allant de l’année  1 à  6 avec un effectif de 232 élèves en mars 2022. L’école fut créée sous le nom de « Fernworth Primary » en 2005 à la suite de la fusion de « St George School » et d’«Elston Le».
En 2020, l’école fut renommée « Te Kura o Whare Pā ».